# Legia Varsovie (football)
Pour les articles homonymes, voir Legia Varsovie.
Maillots
Actualités
Le Legia Varsovie (Legia Warszawa en polonais, à prononcer /ˈlɛɡʲa varˈʂava/) est un club professionnel polonais de football basé à Varsovie et qui participe depuis de nombreuses années à l'Ekstraklasa, première division du pays. Renommé en Pologne mais aussi en Europe, le Legia est le club polonais qui a joué le plus de fois en Ligue des champions. Par le passé, il est notamment parvenu à se qualifier pour les demi-finales de la Coupe d'Europe des clubs champions en 1970, étant finalement éliminé par le Feyenoord Rotterdam. Vainqueur à quinze reprises du championnat de Pologne, un record national, le Legia Varsovie compte aussi à son palmarès vingt-et-une Coupes de Pologne, victoires qui le placent comme le spécialiste de la compétition, une Coupe de la Ligue et quatre Supercoupes de Pologne.
Le Legia est présidé depuis le 22 mars 2017 par Dariusz Mioduski, copropriétaire du club à partir de 2014 après avoir repris les parts du Grupa ITI, puissante entreprise polonaise spécialisée dans les médias (propriétaire de TVN par exemple), puis devenu seul propriétaire du club de la capitale depuis mars 2017. L'équipe professionnelle prend part à l'édition 2021-2022 du championnat polonais en tant que champion en titre. Après une première partie de saison catastrophique qui voit le club flirter avec la dernière place, son ancien entraîneur Aleksandar Vuković est rappelé en décembre 2021 pour reprendre les commandes de l'équipe.
Le club évolue depuis le 9 août 1930 au stade du maréchal Józef Piłsudski, connu également sous le nom de stade de l'armée polonaise, en référence à son histoire commune avec celle du club. Huitième plus grande enceinte du pays et rénovée entre 2008 et 2011, elle peut désormais accueillir jusqu'à 31 103 personnes.

## Histoire
Le Legia dispute son premier match dans l'élite le 3 avril 1927, face au Warszawianka Varsovie (défaite 4-1). Durant cette rencontre, Marian Łańko inscrit le premier hat-trick de l'histoire du Legia Varsovie. De 1927 à 1936, le club polonais se place dans le haut du classement (6e place). En 1930, le Legia s'installe dans son nouveau stade, le Wojska Polskiego, présenté par Jozef Pilsudski. En 1936, le club descend en seconde division, où il restera jusqu'à la Seconde Guerre mondiale.
Après la guerre, le Legia fait signer un grand nombre de joueurs pour renouveler son effectif, et change une nouvelle fois de nom. En 1949, le club devient le Centralny Wojskowy Klub Sportowy. Le Legia est marqué par l'arrivée de Kazimierz Górski, qui marquera largement l'histoire du club et de l'équipe nationale.
Les années 1970 sont l'âge d'or du football polonais. Entre 1960 et 1970, le Legia voit jouer sous ses couleurs de jeunes joueurs talentueux tels que Jan Tomaszewski, Robert Gadocha ou encore Kazimierz Deyna.
Lors de la Coupe des clubs champions européens 1969-1970, le Legia réussit l'exploit de parvenir en demi-finale après avoir battu l'AS Saint-Étienne et Galatasaray, mais ne parvient à empêcher le Feyenoord Rotterdam de remporter le trophée. La saison suivante, Varsovie atteint cette fois-ci les quarts de finale, où il s'incline face à l'Atletico Madrid.
Le 11 juillet 2007, le club polonais est exclu de la Coupe Intertoto et est interdit une saison de toute compétition européenne, à la suite d'incidents avec le public lors du deuxième tour contre le Vėtra Vilnius.
Le 25 août 2011, le Legia Varsovie s'impose sur la pelouse du Spartak Moscou (2-3) et se qualifie pour la Ligue Europa 2011-2012. Le club termine deuxième d'un groupe dominé par le PSV Eindhoven et complété par l'Hapoël Tel-Aviv et le Rapid Bucarest.
En 2014, le Legia Varsovie est éliminé de la Ligue des champions avant les barrages alors que le club avait gagné ses deux rencontres du 3e tour contre le Celtic Football Club. En cause, l'alignement d'un joueur qui était suspendu.
Le Legia Varsovie devient le club le plus titré du pays en remportant son 15e championnat lors de la saison 2020-2021,.

### Dates importantes
- Mars 1916 : fondation du club sous le nom de Druzyna Legjonowa
- 14 mars 1920 : le club est renommé WKS Varsovie
- 31 juillet 1922 : le club est renommé WKS Legia Varsovie
- Septembre 1938 : fermeture du club
- Avril 1945 : refondation du club sous le nom de 1. WKS Varsovie
- Juin 1945 : le club est renommé WKS Legia Varsovie
- Novembre 1949 : le club est renommé CWKS Varsovie
- 12 septembre 1956 : 1re participation à une Coupe d'Europe (C1, saison 1956/57)
- 2 juillet 1957 : le club est renommé CWKS Legia Varsovie
- 25 avril 1989 : le club est renommé ASPN CWKS Legia Varsovie
- 4 février 1997 : le club est renommé ASPN CWKS Legia-Daewoo Varsovie
- 12 février 1997 : le club est renommé ASPN CWKS Legia-Daewoo Varsovie SSA
- 1er juillet 2001 : le club est renommé ASPN CWKS Legia Varsovie SSA
- 13 juin 2003 : le club est renommé KP Legia Varsovie SSA

## Identité du club

### Logos
En mai 2010, le club reprend le logo de 1957.
| - Dates inconnues. - Dates inconnues. - Dates inconnues. - Depuis 2019. |

## Bilan sportif

### Palmarès

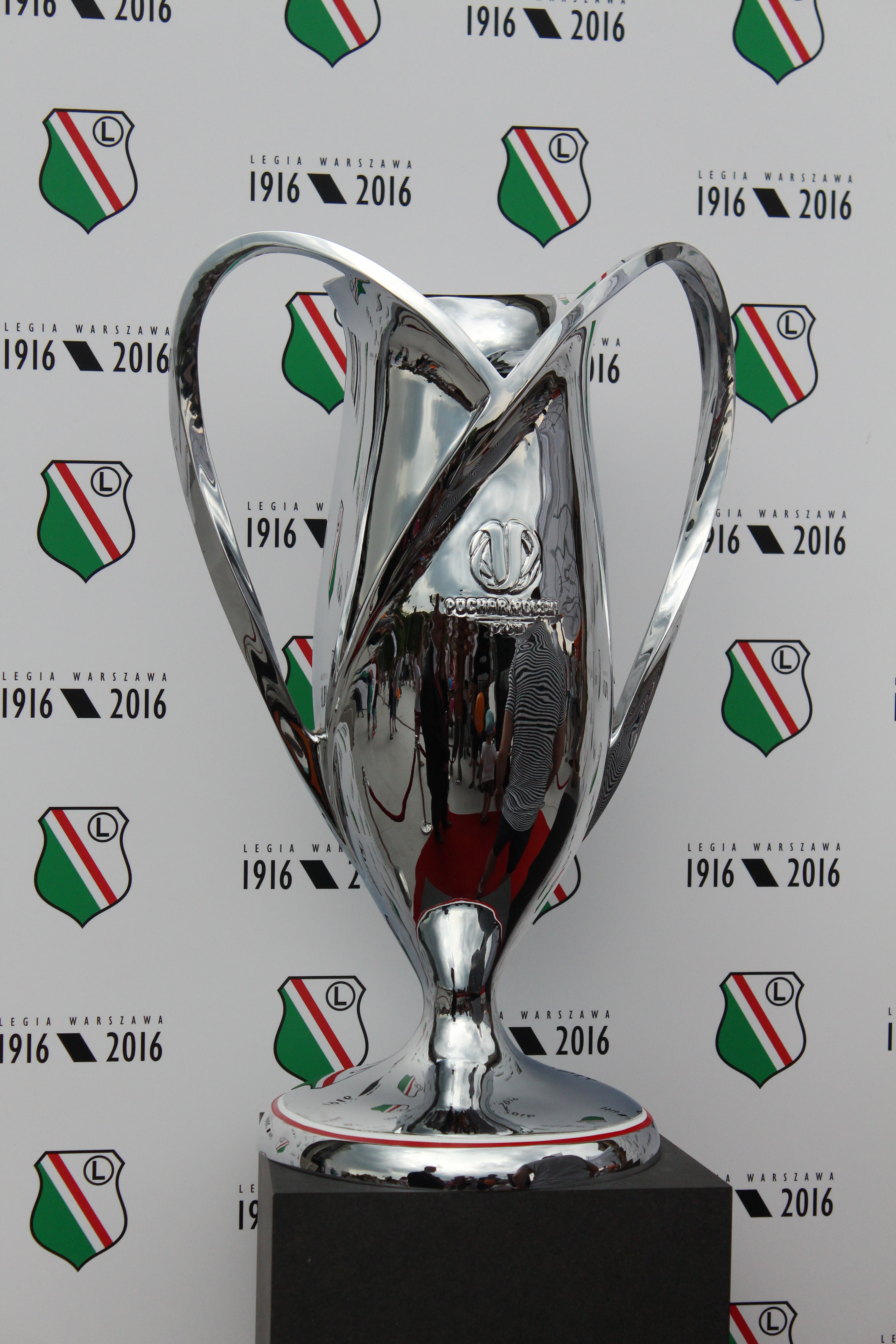
La Coupe de Pologne présentée par le club, en 2016.

Avec quinze titres de champion de Pologne, le Legia est le club le plus titré du pays. Le club de la capitale s'est constitué ce palmarès majoritairement à partir des années 2000, en luttant avec le Wisła dans ce qui est devenu le « classique polonais ». Le Legia revendique également un 15e titre de champion, gagné sportivement en 1993 mais retiré au club par la fédération polonaise pour des soupçons de corruption lors de la dernière journée (le « dimanche des miracles »).
De ce fait, il arbore brodée sur son maillot une étoile d'or, qui symbolise ses dix premiers championnats nationaux remportés.
Le club détient le record du nombre de victoires en Coupe de Pologne (vingt-et-une) ainsi que du nombre de finales disputées (vingt-six). Il totalise également six victoires en Supercoupe de Pologne, ainsi qu'une autre en Coupe de la Ligue (compétition arrêtée en 2009).
Le tableau suivant liste le palmarès professionnel de l'équipe première du Legia Varsovie (actualisé en 2023) dans les différentes compétitions officielles aux niveaux national et international.
| Compétitions internationales | Championnats nationaux | Coupes nationales |
| --- | --- | --- |
| - Coupe des clubs champions / Ligue des champions : - Meilleure performance : demi-finaliste en 1970 - Coupe d'Europe des vainqueurs de coupes : - Meilleure performance : demi-finaliste en 1991 - Coupe UEFA / Ligue Europa : - Meilleure performance : seizième de finaliste en 2012 et 2015 - Ligue Europa Conférence : - Meilleure performance : seizième de finaliste (barragiste) en 2024 | - Championnat de Pologne : - Champion (15) en 1955, 1956, 1969, 1970, 1994, 1995, 2002, 2006, 2013, 2014, 2016, 2017, 2018, 2020 et 2021 - Vice-champion (13) en 1960, 1968, 1971, 1985, 1986, 1993, 1996, 1997, 2004, 2008, 2009, 2015, 2019 et 2023 | - Coupe de Pologne : - Vainqueur (21) en 1955, 1956, 1964, 1966, 1973, 1980, 1981, 1989, 1990, 1994, 1995, 1997, 2008, 2011, 2012, 2013, 2015, 2016, 2018, 2023 et 2025 - Finaliste (5) en 1969, 1972, 1988, 1991 et 2004 - Coupe de la Ligue : - Vainqueur (1) en 2002 - Finaliste (2) en 2000 et 2008 - Supercoupe de Pologne : - Vainqueur (6) en 1989, 1994, 1997, 2008, 2023, 2025 - Finaliste (9) en 1990, 1995, 2006, 2012, 2014, 2015, 2016, 2017, 2018, 2020 et 2021 |

### Records
Le Legia Varsovie est le club polonais qui compte le plus de participations dans le championnat de Pologne de première division (83 à l'issue de la saison 2019-2020), devant le Wisła Cracovie (80) et depuis les années 1990. Il est aussi le club qui y évolue depuis le plus longtemps sans interruption, depuis sa réactivation sous sa forme actuelle avec poule unique en 1948.
En considérant toute son histoire, le Legia n'a été relégué de première division qu'à une seule reprise, en 1936, et n'a joué que deux saisons hors de l'élite (5e de Klasa A Warszawa en 1937 et 1er en 1938 mais éliminé lors des barrages d'accession, avant que la section football du club ne soit dissoute).
Sur le plan des adversaires, celui rencontré le plus de fois en championnat de première division est le Wisła Cracovie (154 matchs disputés à l'issue de la saison 2018-2019). Cette affiche est également la plus disputée de l'histoire du championnat.
Ci-dessous figurent quelques matchs marquants :
- Plus large victoire en championnat : 12–0 (contre le Wisła Cracovie, le 19 août 1956)[11]
- Plus large défaite en championnat : 11–2 (contre le Pogoń Lwów, le 3 septembre 1927)[12]
  - Après-guerre : 8–0 (contre le Wisła Cracovie, le 8 août 1948)[11]

- Plus large victoire en coupe d'Europe : 9–0 (contre le Víkingur Reykjavik, le 27 septembre 1972 en Coupe d'Europe des vainqueurs de coupe)[13]
- Plus large défaite en coupe d'Europe : 0–6 (contre le Borussia Dortmund, le 14 septembre 2016 en Ligue des champions)[13]

### Bilan européen
| Compétition                | P  | M   | V   | N  | D  | BP  | BC  | Diff. |
| -------------------------- | -- | --- | --- | -- | -- | --- | --- | ----- |
| Ligue des champions (C1)   | 15 | 76  | 37  | 15 | 24 | 106 | 91  | +15   |
| Coupe des coupes (C2)      | 9  | 37  | 14  | 12 | 11 | 53  | 39  | +14   |
| Ligue Europa (C3)          | 25 | 128 | 53  | 30 | 45 | 175 | 146 | +29   |
| Ligue Conférence (C4)      | 2  | 30  | 16  | 4  | 10 | 63  | 41  | +22   |
| Coupe Intertoto            | 1  | 1   | 0   | 0  | 1  | 0   | 3   | -3    |
| Coupe des villes de foires | 1  | 6   | 3   | 1  | 2  | 13  | 6   | +7    |
| Total                      | 53 | 278 | 123 | 62 | 93 | 410 | 326 | +84   |

## Personnalités du club

### Joueurs emblématiques
| No | Joueur             | Matchs |
| -- | ------------------ | ------ |
| 1  | Lucjan Brychczy    | 452    |
| 2  | Jacek Zieliński    | 404    |
| 3  | Miroslav Radović   | 391    |
| 4  | Kazimierz Deyna    | 388    |
| 5  | Jakub Rzeźniczak   | 376    |
| 6  | Michał Kucharczyk  | 349    |
| 7  | Marek Jóźwiak      | 348    |
| 8  | Horst Mahseli (en) | 347    |
| 9  | Tomasz Kiełbowicz  | 339    |
| 10 | Bernard Blaut      | 312    |

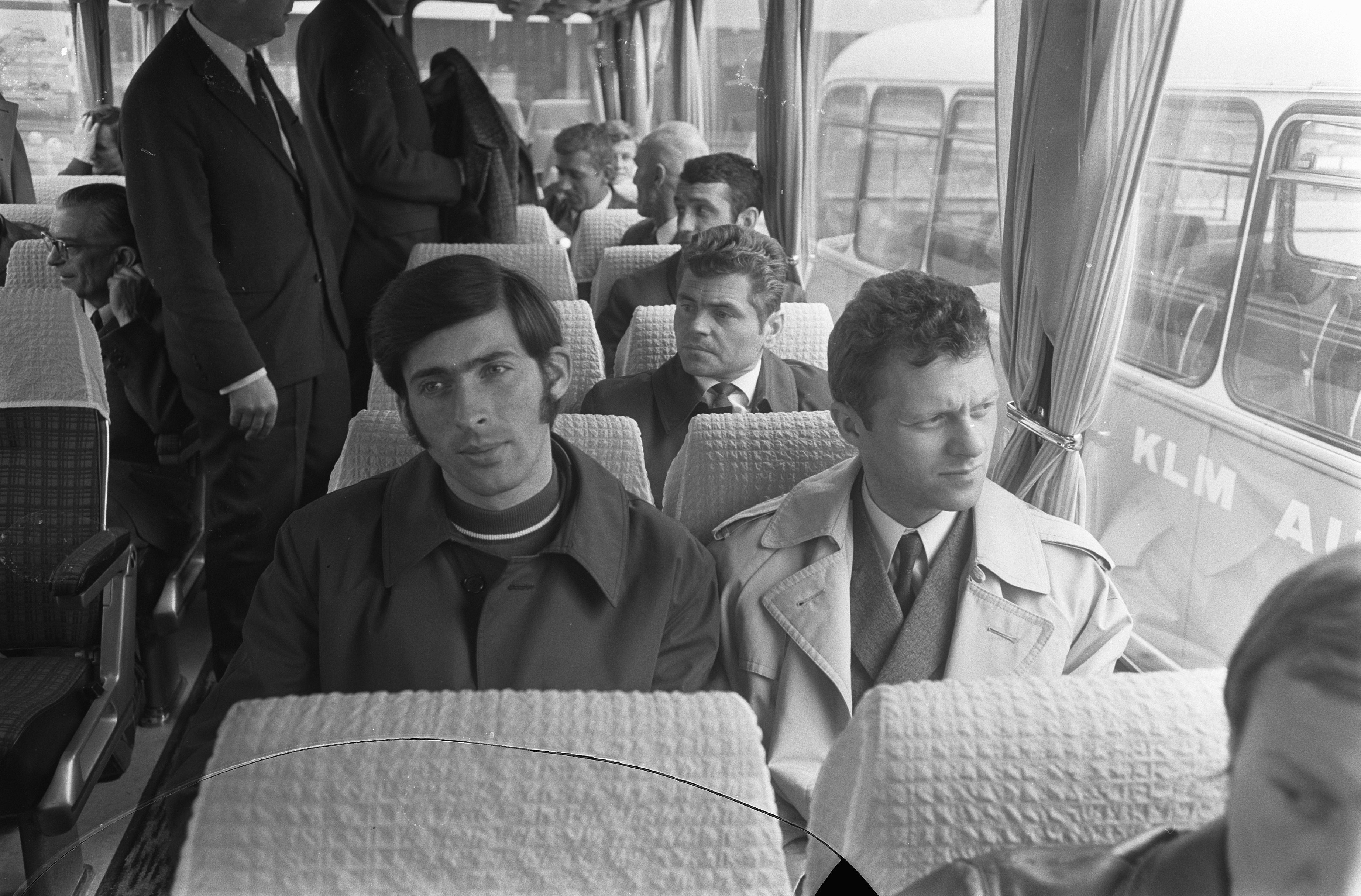
Deyna (à gauche) et Brychczy (au deuxième rang) en route vers Rotterdam, en 1970, pour la demi-finale retour de Coupe des clubs champions.

Joueur le plus capé et meilleur buteur du Legia (226 buts en 452 matchs), Lucjan Brychczy est l'un des joueurs les plus emblématiques du club de la capitale. Après avoir passé la quasi intégralité de sa carrière de joueur avec le Legia et remporté quatre titres de champion de Pologne, entre 1954 et 1972, l'international polonais entraîne l'équipe première à plusieurs reprises à partir de 1972, avant d'occuper le poste d'entraîneur assistant depuis 2004. À ses côtés, son coéquipier Kazimierz Deyna occupe également une place centrale dans l'histoire du club. Médaillé d'or aux Jeux olympiques de Munich en 1972 et d'argent en 1976, troisième de la Coupe du monde en 1974 et au classement du Ballon d'or cette même année, il est considéré comme l'un des meilleurs footballeurs polonais de tous les temps. Champion de Pologne à deux reprises, en 1969 et 1970, il a lui aussi joué presque exclusivement sous les couleurs du Legia lors de sa carrière polonaise, avant son départ pour l'Angleterre puis les États-Unis. Mort tragiquement en 1989 dans un accident de la route, son numéro dix a depuis été retiré par le club.
- Jarosław Araszkiewicz
- Iñaki Astiz
- Bernard Blaut
- Artur Boruc
- Ariel Borysiuk
- Lucjan Brychczy
- Andrzej Buncol
- Takesure Chinyama
- Dickson Choto
- Lesław Ćmikiewicz
- Kazimierz Deyna
- Dariusz Dziekanowski
- Robert Gadocha
- Jacek Gmoch
- Paweł Janas
- Artur Jędrzejczyk
- Marek Józwiak
- Bartosz Karwan
- Jacek Kazimierski
- Henryk Kempny
- Tomasz Kiełbowicz
- Roman Kosecki
- Wojciech Kowalczyk
- Wojciech Kowalewski
- Dariusz Kubicki
- Michal Kucharczyk
- Cezary Kucharski
- Dušan Kuciak
- Robert Lewandowski (Legia Varsovie II)
- Danijel Ljuboja
- Horst Mahseli
- Stefan Majewski
- Henryk Martyna
- Marcin Mięciel
- Piotr Mowlik
- Ján Mucha
- Józef Nawrot
- Nemanja Nikolić
- Jan Pieszko
- Leszek Pisz
- Jerzy Podbrożny
- Ernest Pol
- Miroslav Radović
- Krzysztof Ratajczyk
- Zbigniew Robakiewicz
- Roger Guerreiro
- Maciej Rybus
- Jakub Rzeźniczak
- Marek Saganowski
- Janusz Żmijewski
- Władysław Stachurski
- Marceli Strzykalski
- Stanko Svitlica
- Wojciech Szala
- Sebastian Szałachowski
- Grzegorz Szamotulski
- Maciej Szczęsny
- Edward Szymkowiak
- Antoni Trzaskowski
- Ivica Vrdoljak
- Aleksandar Vuković
- Jakub Wawrzyniak
- Dariusz Wdowczyk
- Tomasz Wieszczycki
- Piotr Włodarczyk
- Jacek Zieliński

### Entraîneurs
- Jozef Ferenczi (1922-1923)
- Karl Fischer (1927)
- Elemér Kovàcs (1928-1929)
- Józef Kałuża (1930)
- Stanisław Mielech (1933)
- Gustav Wieser (1933-1934)
- Karol Hanke (1936)
- František Dembický (1947)
- Edward Drabiński (1948)
- Marian Schaller (1949)
- Wacław Kuchar (1949 -1953)
- Janos Steiner (1954-1955)
- Ryszard Koncewicz (1956-1958)
- Kazimierz Górski (1959)
- Stjepan Bobek (1959)
- Kazimierz Górski (1960-1962)
- Longin Janeczek (1962-1963)
- Virgil Popescu (1964-1965)
- Longin Janeczek (1965-1966)
- Jaroslav Vejvoda (1966-1969)
- Edmund Zientara (1969-1971)
- Tadeusz Chruściński (1971-1972)
- Lucjan Brychczy (1972-1973)
- Jaroslav Vejvoda (1973-1975)
- Andrzej Strejlau (1975-1979)
- Lucjan Brychczy (1979-1980)
- Ignacy Ordon (1980-1981)
- Kazimierz Górski (1981-1982)
- Jerzy Kopa (1982-1985)
- Jerzy Engel (1985-1987)
- Lucjan Brychczy (1987)
- Andrzej Strejlau (1987-1989)
- Rudolf Kapera (1989-1990)
- Lucjan Brychczy (1990)
- Władysław Stachurski (1990-1991)
- Krzysztof Etmanowicz (1991-1992)
- Janusz Wójcik (1992-1994)
- Paweł Janas (1994-1996)
- Mirosław Jabłoński (1996)
- Władysław Stachurski (1996-1997)
- Mirosław Jabłoński (1997-1998)
- Stefan Bialas & Jerzy Kopa (1998)
- Jerzy Kopa (1998)
- Stefan Bialas (1999)
- Dariusz Kubicki (1999)
- Franciszek Smuda (1999-2001)
- Krzysztof Gawara (2001)
- Dragomir Okuka (2001-2003)
- Dariusz Kubicki (2003-2004)
- Lucjan Brychczy &  Krzysztof Gawara &
  Jacek Zieliński (2004)
- Jacek Zieliński (2004-2005)
- Dariusz Wdowczyk (2005-2007)
- Jacek Zieliński (2007)
- Jan Urban (2007-2010)
- Stefan Białas (2010)
- Maciej Skorża (2010-2012)
- Jan Urban (2012-déc. 2013)
- Henning Berg (déc. 2013-oct. 2015)
- Stanislav Cherchesov (oct. 2015-2016)
- Besnik Hasi (2016)
- Aleksandar Vuković (sep. 2016) (intérim)
- Jacek Magiera (sep. 2016-sep. 2017)
- Romeo Jozak (sep. 2017-avr. 2018)
- Dean Klafurić (avr. 2018-août 2018)
- Aleksandar Vuković (août 2018) (intérim)
- Ricardo Sá Pinto (août 2018-avril 2019[16])
- Aleksandar Vuković (avril 2019-septembre 2020)
- Czesław Michniewicz (septembre 2020-oct. 2021)
- Marek Gołębiewski (nov. 2021)
- Aleksandar Vuković (nov. 2021-mai 2022)
- Kosta Runjaić (mai 2022-avril 2024)
- Gonçalo Feio (avril 2024- )

### Effectif professionnel (2023-2024)
Effectif professionnel le 9 février 2024
| N° | Nat.                   | Poste | Nom du joueur                           |
| -- | ---------------------- | ----- | --------------------------------------- |
| 1  | Drapeau de la Pologne  | G     | Kacper Tobiasz                          |
| 3  | Drapeau de la France   | D     | Steve Kapuadi                           |
| 4  | Drapeau de la Suisse   | D     | Marco Burch                             |
| 5  | Drapeau du Portugal    | D     | Yuri Ribeiro                            |
| 6  | Drapeau de la Russie   | M     | Ramil Mustafaev                         |
| 7  | Drapeau de la Tchéquie | A     | Tomáš Pekhart                           |
| 8  | Drapeau de la Pologne  | M     | Rafał Augustyniak                       |
| 9  | Drapeau de la Slovénie | A     | Blaž Kramer                             |
| 11 | Drapeau du Kosovo      | M     | Qëndrim Zyba (prêté par le KF Ballkani) |
| 12 | Drapeau de la Serbie   | D     | Radovan Pankov                          |
| 13 | Drapeau de la Pologne  | M     | Paweł Wszołek                           |
| 17 | Drapeau du Portugal    | M     | Gil Dias (prêté par le VfB Stuttgart)   |

| No. | Nat.                   | Position | Nom du joueur                                 |
| --- | ---------------------- | -------- | --------------------------------------------- |
| 21  | Drapeau de l'Albanie   | M        | Jurgen Çelhaka                                |
| 22  | Drapeau de la Colombie | M        | Juergen Elitim                                |
| 24  | Drapeau de la Pologne  | D        | Jan Ziółkowski                                |
| 25  | Drapeau du Japon       | D        | Ryoya Morishita (prêté par le Nagoya Grampus) |
| 26  | Drapeau de la Pologne  | M        | Filip Rejczyk                                 |
| 27  | Drapeau du Portugal    | M        | Josué Pesqueira ()                            |
| 28  | Drapeau de l'Espagne   | A        | Marc Gual                                     |
| 30  | Drapeau de la Pologne  | G        | Dominik Hładun                                |
| 33  | Drapeau de la Pologne  | M        | Patryk Kun                                    |
| 39  | Drapeau de la Pologne  | A        | Maciej Rosołek                                |
| 55  | Drapeau de la Pologne  | D        | Artur Jędrzejczyk                             |
| 67  | Drapeau de la Pologne  | M        | Bartosz Kapustka                              |

Le numéro 10 de Kazimierz Deyna a été retiré par le club après sa mort, et ne peut donc plus être porté par un joueur du Legia.

## Structures du club

### Musée

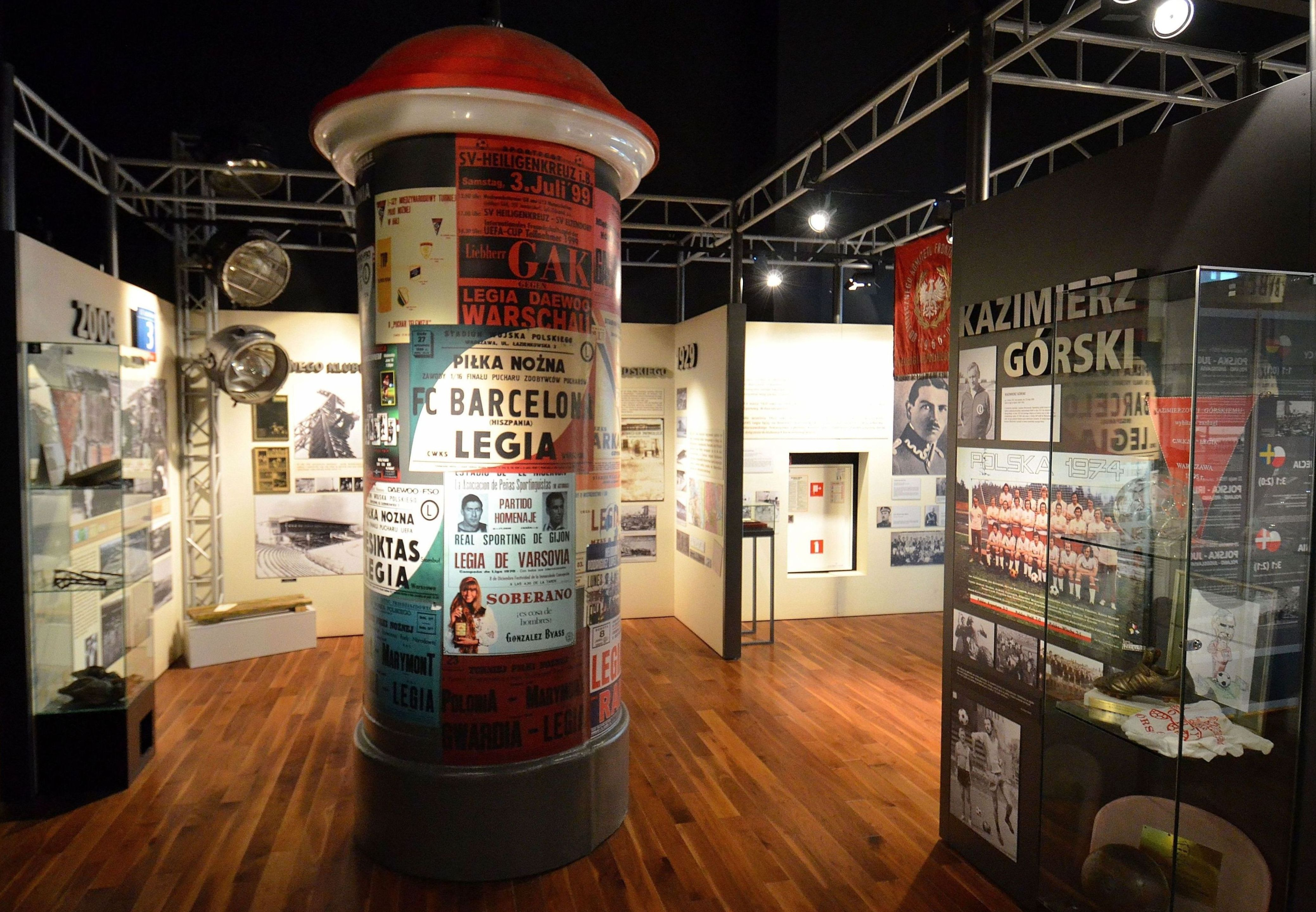
Intérieur du musée, en 2013.

Le 21 avril 2006, dans le cadre de la célébration du 90e anniversaire du club, le musée du Legia Varsovie est ouvert au sein du stade de l'armée polonaise, dans son salon VIP, grâce à l'initiative du journaliste Wiktor Bołba, qui collectionne depuis son enfance de nombreux objets liés au club et les lui met à disposition. En octobre 2010, alors que le stade est en pleine rénovation, le musée est transféré dans une salle plus grande, sous la tribune nord.
Ainsi, plusieurs expositions retracent l'histoire du Legia, et même si la plus grande partie des objets et souvenirs concerne le football, les autres sections du club comme la boxe, la lutte ou l'escrime ne sont pas oubliées.

## Autres équipes

### Équipe réserve
Créée vers la fin des années 1920, l'équipe réserve du Legia Varsovie est réactivée après la Seconde Guerre mondiale, en 1948. Engagée dans le championnat amateur ou dans le championnat de Pologne des réserves de 2007 à 2013 (deux titres de champion en 2012 et 2013), elle participe également au tour régional (voïvodie de Mazovie) de la Coupe de Pologne, qui peut lui donner le droit de participer à la compétition nationale en cas de victoire, comme ce fut le cas en 1952 où elle atteint même la finale (perdue un but à zéro contre le rival local, le Polonia Varsovie) après avoir battu trois clubs de première division dont le récent champion, le Ruch Chorzów. Plus récemment, elle a participé au tour principal en 2008 et 2012, étant à chaque fois éliminée au premier tour, et également en 2019, atteignant les huitièmes de finale (défaite face au Piast Gliwice, champion en titre).
Depuis la saison 2013-2014, l'équipe réserve joue en quatrième division polonaise.
| Championnats nationaux                                                                                     | Coupes nationales                            |
| --- | -------------------------------------------- |
| - Championnat de Pologne des réserves : - Champion (2) en 2012 et 2013 - Vice-champion (2) en 2010 et 2011 | - Coupe de Pologne : - Finaliste (1) en 1952 |

### Sections jeunes
Malgré son statut de grand club de la capitale et du pays, au sein de la voïvodie la plus peuplée de Pologne, le Legia n'est pas réputé pour être l'un des meilleurs clubs formateurs polonais. En effet, grâce à l'influence de l'armée qui a longtemps contrôlé le club, il a pu attirer les joueurs les plus prometteurs du pays (tels Lucjan Brychczy ou Kazimierz Deyna, au tout début de leurs carrières) dans le cadre de leur service militaire.
Au niveau du palmarès, le Legia Varsovie compte six titres de champion de Pologne dans les catégories des moins de 17 et 19 ans (championnats actifs depuis 1992 et 1936 respectivement), quand le Wisła Cracovie en compte près du double par exemple.
Grâce à ses succès nationaux chez les moins de 19 ans, le Legia a participé à trois reprises à l'UEFA Youth League entre 2015 et 2017, devenant le premier club polonais à prendre part à la compétition. Il y sera à chaque fois éliminé avant les phases finales.
| Championnats nationaux | Coupes nationales |
| --- | ----------------- |
| - Championnat de Pologne des -19 ans : - Champion (5) en 1969, 2013, 2015, 2016 et 2017 - Vice-champion (1) : 1962 - Championnat de Pologne des -17 ans : - Champion (1) en 2019 - Vice-champion (2) : 2009 et 2011 - Championnat de Pologne des -15 ans : - Champion (1) en 2019 |                   |

### Équipe de football pour amputés
En février 2019, le Legia Varsovie s'engage dans le football à 7 pour personnes amputées en prenant la suite du Gloria Varsovia, sacré champion de Pologne en 2018. Le 27 avril, il dispute ses premiers matchs de championnat lors du tournoi de Płońsk. Lors du mois de mai, il prend part à la première édition de la Ligue des champions pour joueurs amputés, jouée à Tbilissi en Géorgie. Il y terminera à la troisième place, après avoir notamment battu Everton en phase de poules et Cork City lors de la petite finale,.

## Partenariats
Le Legia entretient des relations de partenariat avec les clubs polonais du Dolcan Ząbki et du Piast Gliwice, qui reçoivent régulièrement plusieurs de ses joueurs en prêt.
Le 19 mars 2013, les dirigeants du Legia établissent un partenariat d'une durée indéterminée avec le club brésilien de Fluminense, champion national quelques mois plus tôt. Cet accord concerne les techniques de formation et de « scoutisme », l'échange de joueurs et une collaboration commerciale. Après une visite au Brésil, le président du Legia invite Fluminense à la première édition de son tournoi estival, la Generali Deyna Cup. En juin 2013, Raphael Augusto (en) devient le premier joueur à faire la navette Rio - Varsovie, sous la forme d'un prêt,. Suivront Alan Fialho, Ronan et Pablo Dyego (en) jusqu'en 2015, sans toutefois plus de réussite sportive (neuf matchs de championnat disputés à eux quatre).
En juin 2013, le Legia Varsovie s'associe au Zagłębie Sosnowiec, alors pensionnaire de troisième division, sur le même modèle que celui partagé avec Fluminense. Legia et Zagłębie étaient déjà liés par leurs supporters, amis depuis les années 1970.

## Supporters

### Présentation

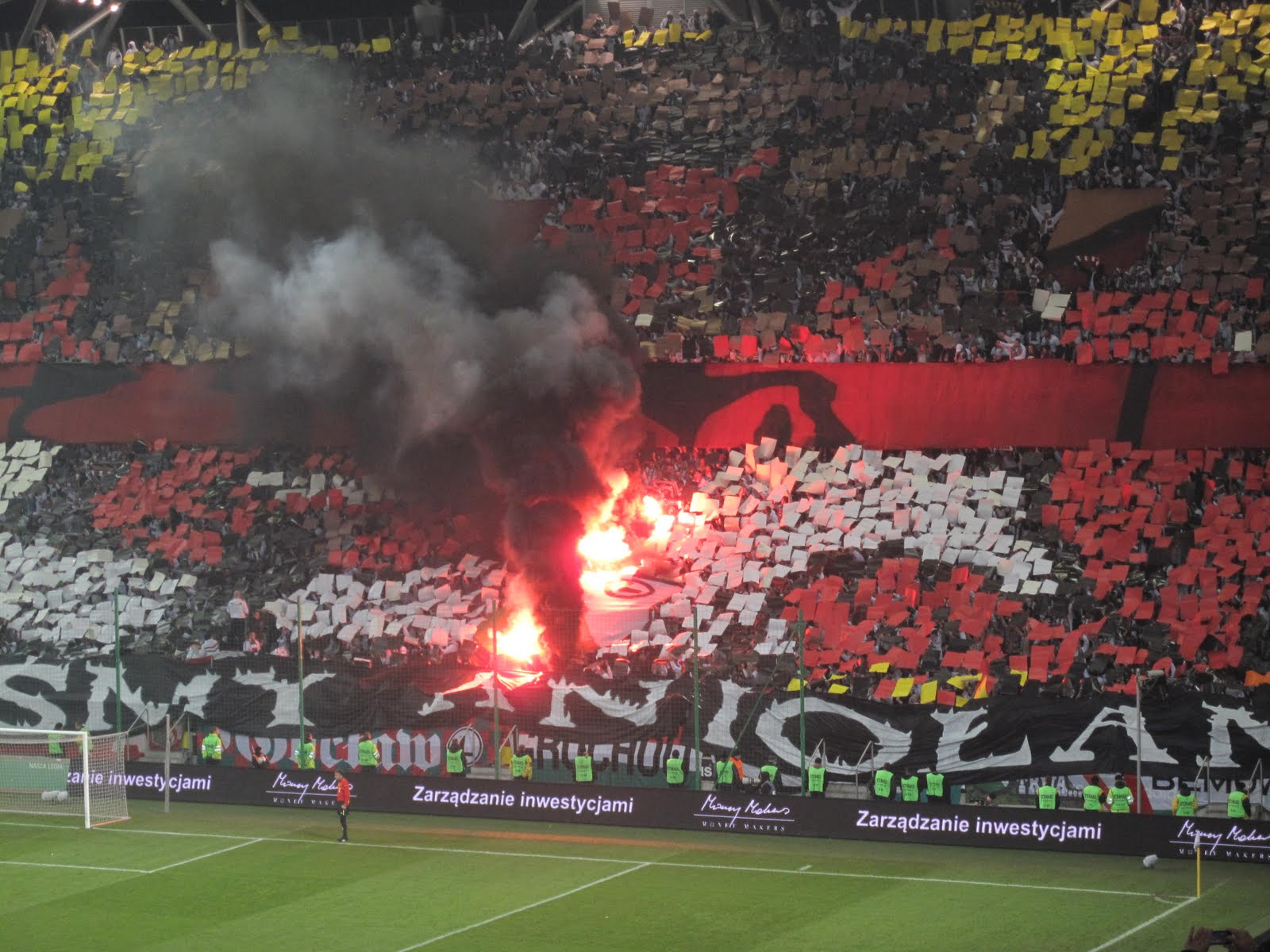
Fumigènes et tifo dans la Żyleta, en 2011 contre le PSV Eindhoven.

Les supporters du Legia Varsovie sont réputés pour être parmi les plus fervents de Pologne. Leurs animations et tifos géants, parfois polémiques,, attirent régulièrement l'attention des suiveurs du monde des tribunes européennes. Les fans les plus engagés dans l'animation et l'ambiance du stade se rassemblent dans sa tribune nord (anciennement en tribune est, avant la rénovation du stade), surnommée Żyleta, en référence à une ancienne publicité pour une marque de rasoirs apparue au centre de la tribune dans les années 1970. Le principal groupe ultra du club est celui des « Nieznani Sprawcy », créé en 2005, et qui accompagne les matchs du Legia (à domicile comme à l'extérieur) avec tifos et fumigènes. De nombreux supporters du Legia participent également aux commémorations de l'insurrection de Varsovie et de l'indépendance de la Pologne, ou à diverses manifestations patriotiques.
L'un des signes de ralliement des supporters du Legia est le eLka, qui consiste en un « L » fait avec le pouce et l'index et qui reprend simplement celui encerclé sur le logo du club.
L'hymne du club est la chanson « Sen o Warszawie (en) » (traduisible par « Rêve de Varsovie »),. Sortie en 1995 sur une compilation du même nom, elle est l'œuvre de l'auteur-compositeur-interprète polonais Czesław Niemen et est reprise avant chaque match depuis le 12 mars 2004, soit quelques mois après sa disparition. Elle est souvent suivie du chant « Mistrzem Polski jest Legia » (en français « le Legia est le champion de Pologne »), entonné lors de l'entrée des joueurs sur la pelouse et qui rappelle les succès du club.
Le club est aussi occasionnellement mis en lumière pour des faits de hooliganisme, comme en juillet 2007 à Vilnius lors d'affrontements avec la police sur la pelouse, qui conduisent à sa défaite sur tapis vert et son exclusion de toute compétition européenne durant une saison, ou en mars 2014 lorsque les supporters du Jagiellonia Białystok sont attaqués dans le parcage des visiteurs du stade de l'armée polonaise et le match finalement abandonné.

### Rivalités

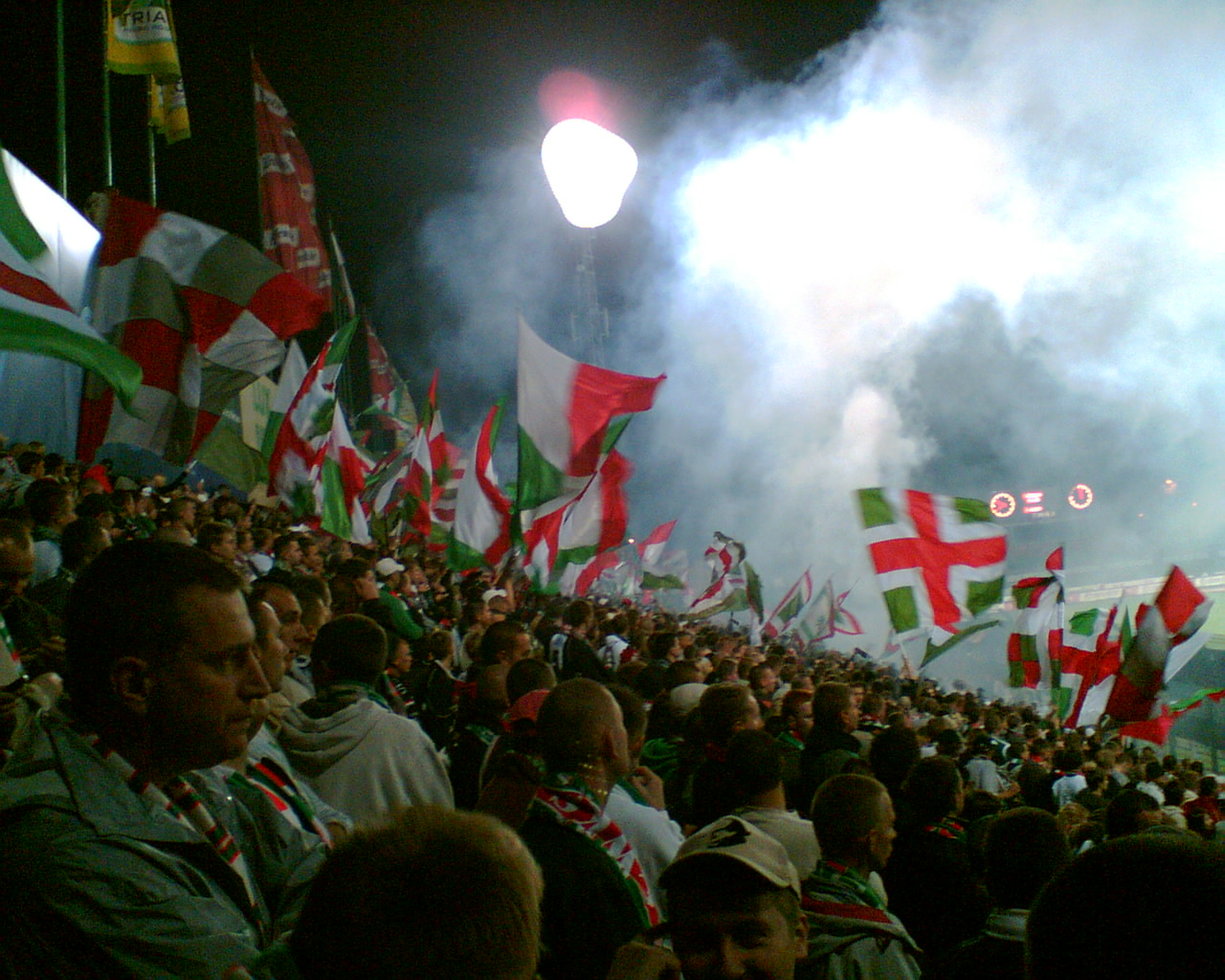
Supporters du Legia lors du derby, en septembre 2005.

Longtemps jugé favorisé par ses concurrents en raison de ses liens avec le gouvernement polonais et l'armée lors de la Guerre froide, le Legia est l'un des clubs les moins aimés du pays hors de Varsovie. Contrairement à la majorité des capitales et villes européennes, la rivalité la plus forte ne s'exerce pas avec l'autre club de la cité, le Polonia Varsovie, qui n'est pas habitué à jouer les premiers rôles en première division, mais avec les « historiques » polonais, et ce depuis le début des années 1970 et l'organisation du supportérisme et de ses dérives (hooliganisme) en Pologne. Ainsi, le Górnik Zabrze, le Ruch Chorzów, le Widzew Łódź et le Wisła Cracovie sont les principaux rivaux du club, ce dernier étant toutefois encore plus détesté que les autres. En effet, la rencontre Legia – Wisła est considérée comme le « classique polonais », match entre les deux plus grandes villes du pays et deux des clubs les plus titrés, mais aussi entre le Nord et le Sud. Les Legioniści entretiennent également une rivalité avec le Lech Poznań depuis le début des années 1980,, les deux clubs se battant à cette époque pour le titre de champion. Cette « mauvaise entente » s'est accrue avec le déclassement du Legia de la première place en 1993 au profit de Poznań, à la suite de soupçons de corruption (la fédération estimant que son dernier match, gagné six à zéro contre le Wisła Cracovie, avait été truqué, sans toutefois le prouver), et se retrouve toujours dans les relations tendues entre supporters ultras.
Le Legia doit aussi composer avec les alliances de ses rivaux et est ainsi souvent malmené lors de ses déplacements sur les terrains de l'Arka Gdynia ou du Cracovia, dont les supporters sont amis avec ceux du Polonia.

### Alliances

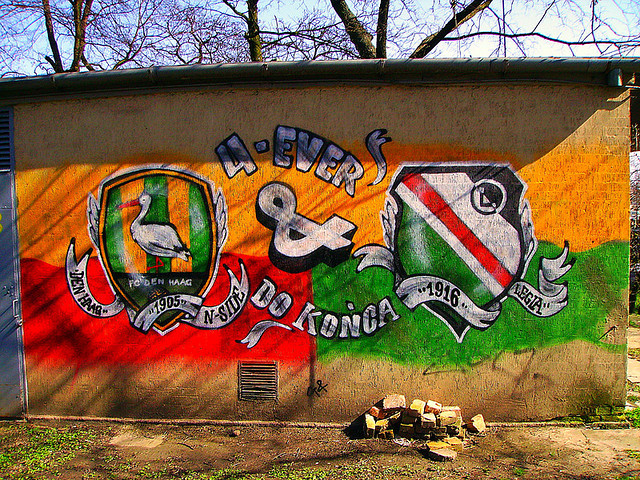
Graffiti célébrant l'amitié entre le Legia et l'ADO La Haye.

« Détestés » par une grande partie de la Pologne, les supporters du Legia essayent donc de s'organiser et s'allient à plusieurs clubs neutres de première division vers le milieu des années 1970. De bonnes relations s'établissent ainsi avec les fans du Pogoń Szczecin, club du nord-ouest de la Pologne, et du Zagłębie Sosnowiec (Silésie), mais vont se dégrader au fil des années, jusqu'à se mettre en pause à plusieurs reprises. Finalement, les choses reviennent dans l'ordre au début des années 1990. Au début des années 2000, les supporters du Legia s'allient à ceux de l'Olimpia Elbląg. En 2013, le « consentement » avec le Pogoń Szczecin, vieux de vingt ans, prend fin, sur fond d'antagonismes entre les partisans du Pogoń et du Zagłębie.
Le club entretient également des liens d'amitié avec les supporters du Radomiak Radom qui se concrétisent notamment par la réalisation de tifos en commun ainsi que par la présence des supporters du Radomiak à certains matchs du Legia,.
Par l’intermédiaire de Wojtek Wisiński, supporter du Legia atteint de sarcoïdose, les fans du club de la capitale entrent en contact à partir de 1983 avec ceux de l'ADO La Haye, club néerlandais. À la simple réponse à une invitation parue dans le magazine Voetbal International s'ensuivent des rencontres, matches et tournois de charité organisés pour lui venir en aide et qui solidifieront l'amitié entre les deux clubs.
Grâce aux liens qui se sont noués entre les supporters de La Haye et ceux de la Juventus à la fin des années 1980, les Legioniści se rapprochent de leurs homologues italiens au début des années 2000. Leur amitié devient officielle en 2005, et les différents groupes commencent alors à se donner rendez-vous pour afficher ensemble leurs couleurs au Kyocera Stadion ou au stade olympique de Turin, ou pour venir grossir le parcage alloué aux visiteurs dans de nombreux stades européens. Toutefois, en 2013, les supporters du Legia s'éloignent de ceux de la Juventus.

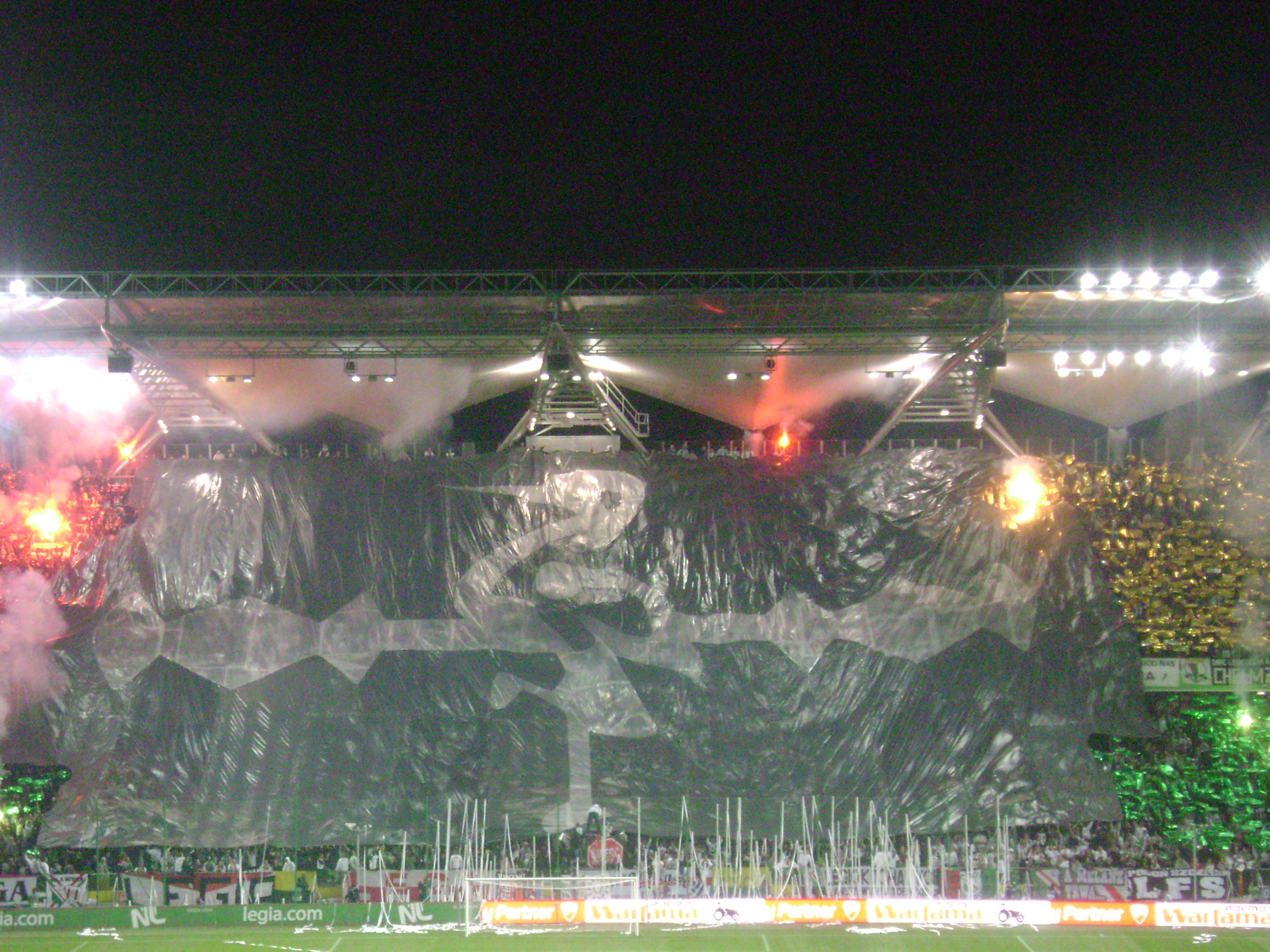
Tifo lors du match de charité Legia - La Haye, en 2010, reprenant l'emblème de la ville et du club hollandais, la cigogne, et celui de la Żyleta.
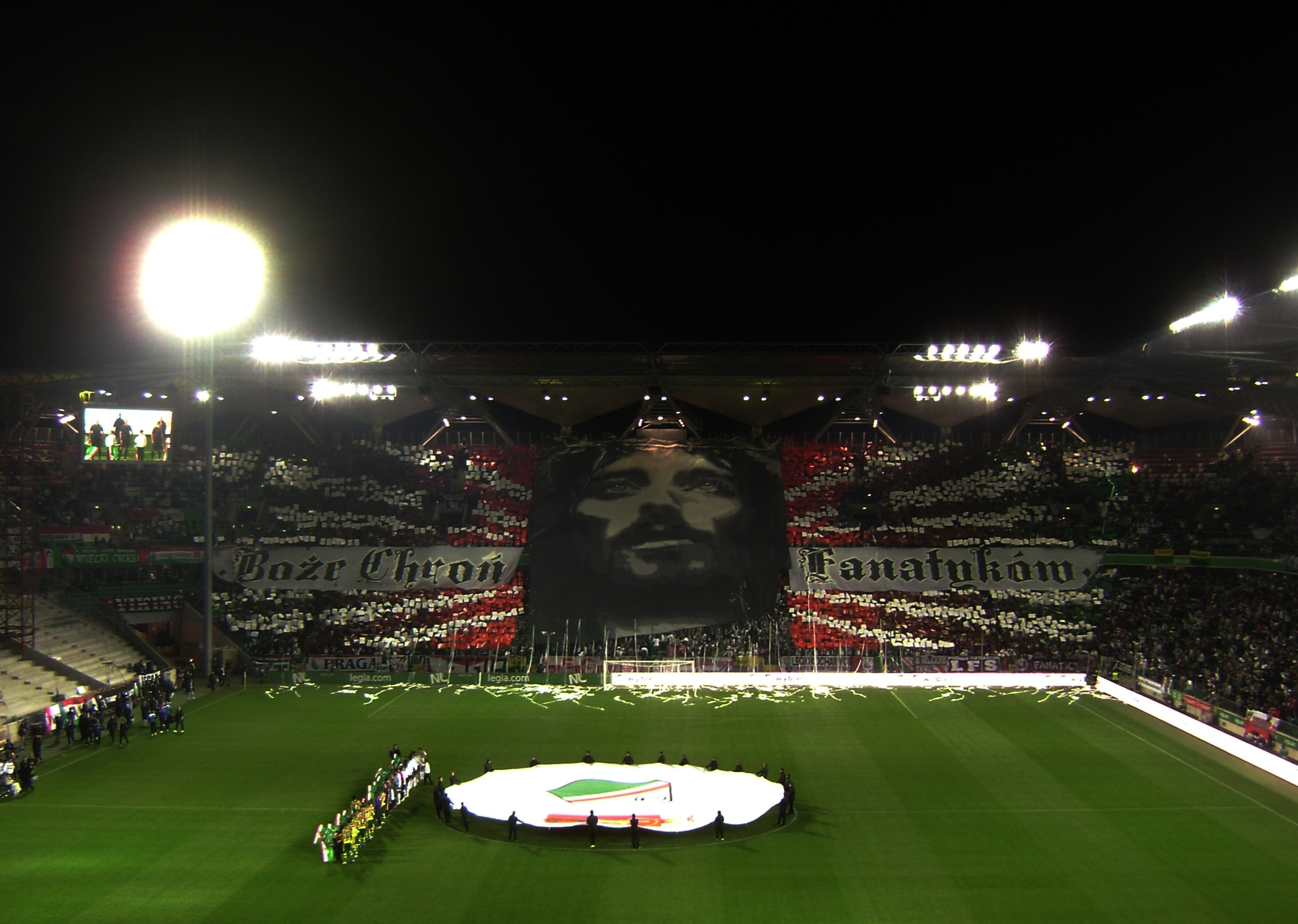
Tifo du Christ lors de ce même match.
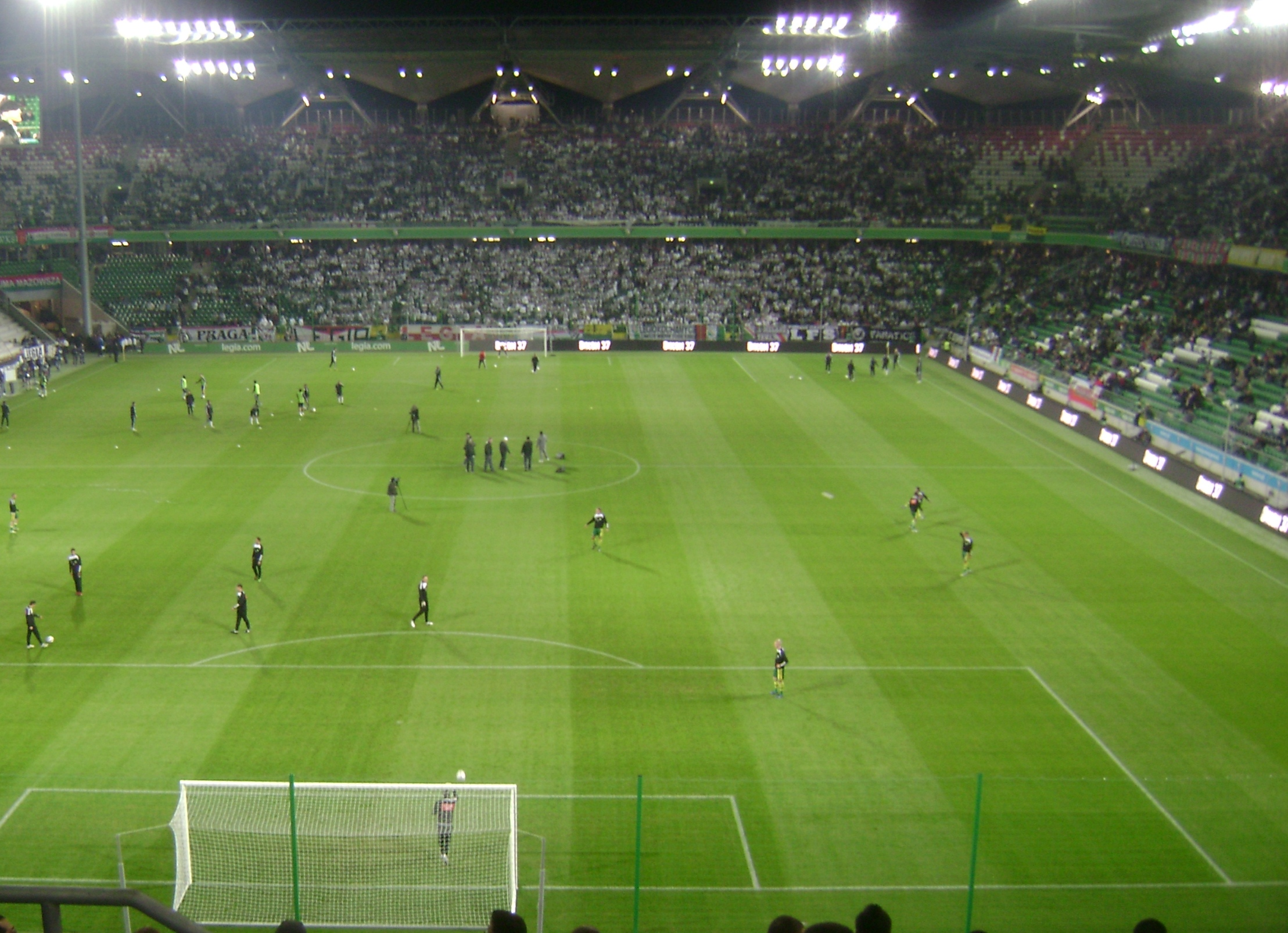
Échauffement des équipes.